# Vitalstoffe, Zivilisationskrankheiten
Vitalstoffe, Zivilisationskrankheiten: Leben, Gesundheit, Ernährung, Umwelt war das offizielle Organ der „Internationalen Gesellschaft für Nahrungs- und Vitalstoff-Forschung“ (IVG), die sich 1968 in „Internationale Gesellschaft zur Erforschung von Zivilisationskrankheiten und Vitalstoffen“ (I.V.G) umbenannte. Die Zeitschrift erschien unter dem Namen Vitalstoffe, Zivilisationskrankheiten von 1958 bis 1970 und war Nachfolgerin des Vereinsorgans Vitalstoffe: Nahrungs- und Vitalstoff-Forschung, Spurenelemente, welches die IVG in den Jahren 1956/57 herausgab.
1971 folgte die Zeitschrift Protectio vitae: Umweltforschung (ZDB-ID 123843-7). Sie enthielt auch jährliche Kongressberichte und weitete im Laufe der Jahre das thematische Spektrum der Veröffentlichungen aus. Zuletzt war die „Internationale Wissenschaftliche Akademie für Lebensschutz, Umwelt und Biopolitik“ der Herausgeber. Mit dem Zerfall der I.V.G 1972 stellte die Zeitschrift ihr Erscheinen ein.